# Oratemnus indicus
Oratemnus indicus es una especie de arácnido del orden Pseudoscorpionida de la familia Atemnidae.

## Distribución geográfica
Se encuentra en Sri Lanka y la India.